# Aristocrat Leisure
Aristocrat Leisure est une entreprise australienne qui faisait partie de l'indice S&P/ASX 50.